# ハリー・K・フクハラ
ハリー・カツハル・フクハラ（Harry Katsuharu Fukuhara、日本名：福原 克治（ふくはら かつはる）、1920年1月1日 - 2015年4月8日）は、元アメリカ陸軍情報部所属の軍人。最終階級は大佐。

## 経歴
ワシントン州シアトルで、広島県出身の父・克二と母・きぬの間に4男1女の次男として生まれる。父は職業紹介所を経営していたが、1933年に急逝したことから、英語が苦手だった母の意向により、両親の故郷である広島に戻ることとなった。しかし、日本での生活には馴染むことが出来ず、1938年の山陽中学校卒業と同時に単身帰米した。その後は、身寄りが無かったことから、ロサンゼルスでレストランの皿洗いや白人家庭のハウスボーイをしながら、大学へ通うこととなった。居候先の白人夫婦からは、我が子同然に可愛がられていたが、1941年の太平洋戦争勃発に伴い、アリゾナ州のヒラ・リバー強制収容所に収監されることとなった。
収容から3か月経った1942年初夏に、陸軍の語学兵募集に応募、合格したことから、ミネソタ州サベージにある陸軍情報部日本語学校に入学した。日本で教育を受けていたこともあって、基礎訓練修了後の1943年夏には、第33歩兵師団附の語学兵として、ニューギニア戦線やフィリピン戦線に赴いた。赴任当初は、日系人が自分一人だけだったため、同僚の白人兵士達からは「なぜジャップが我々の部隊にいるんだ?」「捕虜の扱いなど、どうでも良い」といった具合に邪険に扱われていたが、日系人語学兵の存在の重要性を根気強く諭し続けたほか、戦況が進むにつれ、日本軍から奪取した機密書類の翻訳や日本人捕虜の尋問の成功により、アメリカ軍の勝利が導かれたなどの実績をあげたことにより、次第に同僚達からも受け入れられるようになったという。ニューギニア滞在中の1944年5月には、アイタップの日本軍捕虜収容所において、偶然にも広島時代の友人と再会し、『戦陣訓』の影響から、陸軍曹長でありながら捕虜となったことを恥じ、自殺を仄めかし続けていた彼を、必死になって思い止まらせた、という逸話もある。
フィリピンの捕虜収容所で、自身が学生時代を過ごした広島市への原子爆弾投下を耳にして間もなく、九州上陸作戦に従軍するよう命じられたものの、その前に日本の降伏を迎えることとなった。因みに、この頃自分とは対照的に日本に留まっていた末弟のフランク・克利も、同じ九州の小倉の護州22353部隊に所属していたことから、事と次第によれば、兄弟が敵同士として戦うことも考えられた。
終戦後の9月に少尉に昇進してからは、神戸で師団長の通訳を務めていたが、その間家族の安否を確認するべく、10月初旬に広島を訪ねた。家族が住んでいた家は、爆心地から4km程離れていたため、奇跡的に倒壊を免れたものの母と長兄は被爆し、長兄ヴィクター・克己は放射線障害により寝たきりの状態だった。フクハラは兄を神戸の病院で治療を受けさせたが、治療の甲斐も無く、半年後に死亡した。
そのこともあって、フクハラは母達を養うべく、アメリカの大学への編入を断念して、アメリカ軍に留まり続け、1971年に八重山諸島軍政長官を最後に軍を除隊した。軍人として受章した勲章には、ブロンズスターメダルやレジオン・オブ・メリットも含まれている。
晩年はカリフォルニア州サンノゼに住み、日米両国における各界の著名人との親交を続けていた。2015年4月8日サンノゼにて死去。
伝記に当たる Pamela Rotner Sakamoto, Midnight in Broad Daylight(2016)が、2020年7月に慶應義塾大学出版会から、池田年穂ら２名による翻訳で『黒い雨に撃たれて 二つの祖国を生きた日系人家族の物語　上・下』として刊行される。

## その他
- デイヴィッド・イタミと並んで、山崎豊子の小説『二つの祖国』の主人公・天羽賢治のモデルの一人だと言われている。